# Friedrich Weller (Philologe)
Friedrich Weller (* 22. Juli 1889 in Markneukirchen; † 19. November 1980 in Leipzig) war ein deutscher Philologe und Indologe.

## Leben

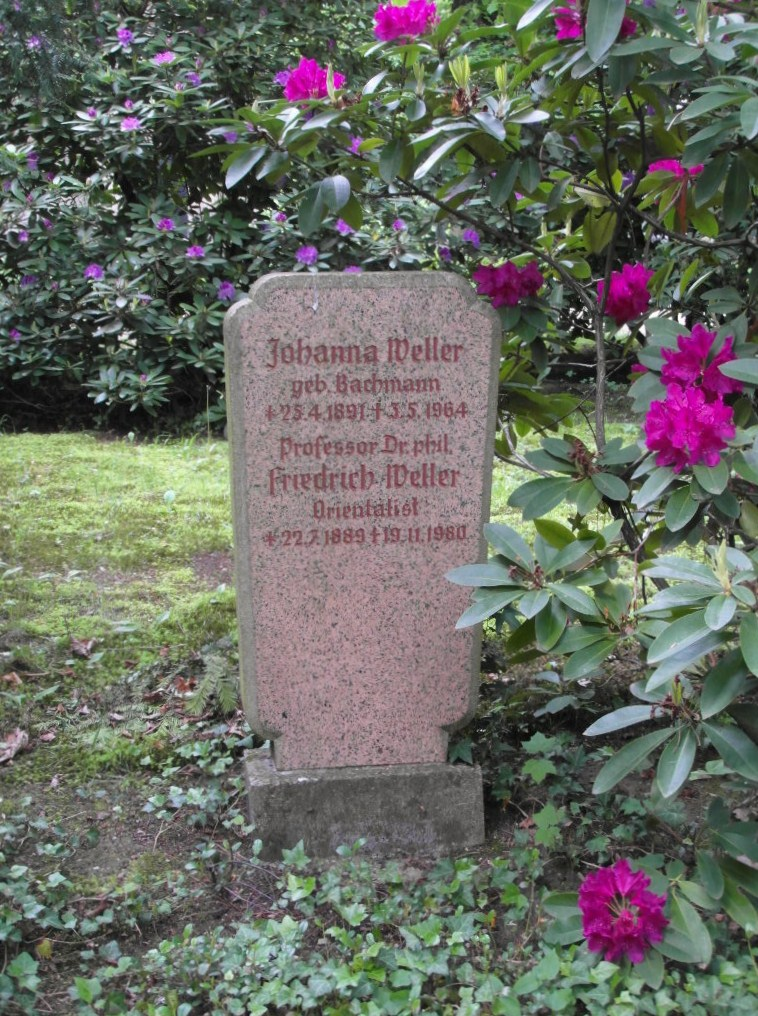
Grabstätte Friedrich Weller auf dem Südfriedhof Leipzig

Friedrich Weller widmete sich nach dem Abitur dem Studium der Philologie an der Universität Leipzig, bevor er 1915 mit der Arbeit Zum Lalita. I. Über die Prosa des Lalita Vistara zum Dr. phil. in Buddhismus promoviert wurde.
Nachdem er sich 1922 an der Universität Leipzig für Indologie habilitiert hatte, wurde ihm dort im gleichen Jahr die Privatdozentur für Chinesisch und Ostasiatische Religionsgeschichte an der Philologisch-Historischen Abteilung der Philosophischen Fakultät übertragen, die er bis 1928 ausfüllte. Unmittelbar danach erhielt Weller die außerplanmäßige Professur für Sanskrit, Chinesisch und Ostasiatische Religionsgeschichte, ehe er 1938 den Lehrstuhl für Indische Philologie übernahm, den er bis zu seiner Emeritierung 1958 innehatte. 1933 unterzeichnete er das Bekenntnis der Professoren an den deutschen Universitäten und Hochschulen zu Adolf Hitler.

## Ehrungen
Weller war von 1943 bis 1980 Ordentliches Mitglied der Sächsischen Akademie der Wissenschaften. Er wurde 1955 mit dem Nationalpreis II. Klasse der DDR für Wissenschaft und Technik ausgezeichnet.
In Anerkennung seiner Verdienste auf dem Gebiet der Indologie wurde 1985 der mit 2500 Euro dotierte Friedrich-Weller-Preis ins Leben gerufen.

## Schriften
- Der chinesische Dharmasamgraha. Mit einem Anhang über das Lakkhanasuttanta des Dīghanikāya, Habilitationsschrift, Leipzig: H. Haessel Verlag, 1923
- Tausend Buddhanamen des Bhadrakalpa. Nach einer fünfsprachigen Polyglotte, Leipzig: Verlag des Asia Major, 1928
- Brahmajālasutra. Tibetischer und mongolischer Text, Leipzig: Harrassowitz, 1934
- Zum soghdischen Vimalakīrtinirdeśasūtra. Deutsche Morgenländische Gesellschaft, Leipzig: F. A. Brockhaus, 1937
- Über den Quellenbezug eines mongolischen Tanjurtextes, Berlin: Akademie-Verlag, 1950
- Versuch einer Kritik der Kathopaniṣad, Berlin: Akademie-Verlag, 1953
- Mongolica der Berliner Turfan-Sammlung (Hrsg. Erich Haenisch).1a: Zum Blockdruckfragmente des mongolischen Bodhicaryāvatāra der Berliner Turfansammlung, Abhandlungen der Deutschen Akademie der Wissenschaften zu Berlin. Klasse für Sprachen, Literatur und Kunst. Jahrgang 1954, Nr. 2. Akademie-Verlag Berlin 1955
- Die Fragmente der Jātakamālā in der Turfansammlung der Berliner Akademie, Berlin: Akademie-Verlag, 1955
- Die Legende von Śunaḥśepa im Aitareyabrāhmaṇa und Śāṅkhāyanaśrautasūtra, Berlin: Akademie-Verlag, 1956
- Untersuchung über die textgeschichtliche Entwicklung des tibetischen Buddhacarita, Berlin: Akademie-Verlag, 1980